# Ате Охтама
Ате Охтама (фин. Atte Ohtamaa; 6. новембар 1987, Нивала, Финска) професионални је фински хокејаш на леду који игра на позицији одбрамбеног играча.
Тренутно игра за екипу ХК Јокерит која се такмичи у Континенталној хокејашкој лиги (КХЛ) (од сезоне 2014/15). Раније је играо за финску екипу Оулун Керпет.
Са сениорском репрезентацијом Финске освојио је сребрну медаљу на Светском првенству 2014. у Минску.